# 1451

## Události
- město Celje je připojeno k Habsburské říši
- založena University of Glasgow
- velká morová epidemie v Čechách

## Narození
- 22. dubna – Isabela I. Kastilská, vládnoucí královna kastilská († 26. listopadu 1504)
- 2. května – René II. Lotrinský, první lotrinský vévoda († 10. prosince 1508)
- 10. července – Jakub III. Skotský, král skotský († 11. června 1488)
- 5. září – Isabela Nevillová, vévodkyně z Clarence, hraběnka z Warwicku († 21. prosince 1476)
- mezi 25. srpnem a 30. říjnem – Kryštof Kolumbus, objevitel Ameriky († 20. květen 1506)

## Úmrtí
- 7. ledna – Amadeus VIII. Savojský, savojský vévoda a poslední vzdoropapež (* 1383)
- 3. února – Murad II., sultán Osmanské říše (* 1404)
- 7. února – Petr z Mladoňovic, český spisovatel a husitský kazatel (* kolem 1390)
- 11. července – Barbora Celjská, římská císařovna, uherská a česká královna jako manželka Zikmunda Lucemburského (* 1390/1395)
- 3. srpna – Eliška Zhořelecká, vládnoucí lucemburská vévodkyně (* 1390)
- ? – Stefan Lochner, německý gotický malíř (* 1400)

## Hlavy států
- České království – Ladislav Pohrobek
- Svatá říše římská – Fridrich III.
- Papež – Mikuláš V.
- Anglické království – Jindřich VI.
- Francouzské království – Karel VII.
- Polské království – Kazimír IV. Jagellonský
- Uherské království – Ladislav Pohrobek
- Litevské knížectví – Kazimír IV. Jagellonský
- Říše Inků – Pachacútec Yupanqui
- Osmanská říše – Murad II. – Mehmed II.
- Byzantská říše – Konstantin XI. Dragases Palaiologos